# Littérature visionnaire
La littérature visionnaire rassemble des œuvres sur le thème des visions de l'au-delà. Il s'agit d'une sous-catégorie de la littérature par thème.

## Visions de l'au-delà

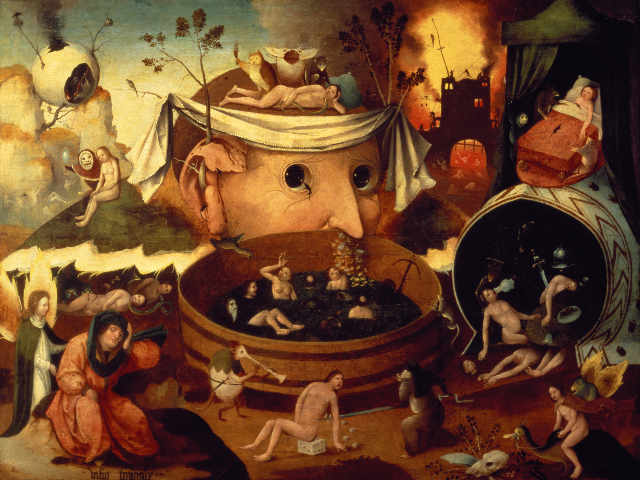
Jérôme Bosch : La vision de Tondale

Les récits de voyage dans l’au-delà remontent à l’Antiquité. On les retrouve par exemple dans les grandes épopées comme Gilgamesh, l’Odyssée et l’Énéide. Avec l’avènement de la chrétienté et durant la période du Moyen Âge, ce sont les âmes des mortels plutôt que des héros mythiques qui visitent les lieux de l’après-vie. Si les récits sont généralement moins grandioses et poétiques que ceux d’Homère ou de Virgile, ils se multiplient en nombre au point de devenir un véritable genre littéraire : celui des visions ou de la littérature visionnaire. Ce genre a été très populaire et apprécié au Moyen Âge. Certains récits comme la Vision de Tondale ou la Vision de Wettin sont encore assez bien connus aujourd’hui, même s’ils ont été éclipsés dans la culture populaire par la Divine comédie de Dante, une œuvre que le médiéviste Aaron Gourevitch qualifie de « bilan grandiose de toute la littérature des voyages dans l’au-delà ».
Dans le récit typique des visions, l’âme d’un homme ou d'une femme qui vient de mourir est guidée par un ange pour une visite de l’enfer ou du paradis, après quoi la personne défunte revient miraculeusement à la vie pour raconter son expérience à un auditoire. Les visionnaires peuvent être des gens de toutes conditions, mais ce sont souvent des moines et les récits sont généralement rédigés par des clercs qui poursuivent des buts pratiques. Leur principale motivation est souvent didactique et vise l’éducation des fidèles. Dès la fin du VIe siècle, le pape Grégoire le Grand utilise dans ses Dialogues des exemples de récits visionnaires pour aider les fidèles à comprendre ses enseignements théologiques. Bède le Vénérable dans son Histoire ecclésiastique du peuple anglais illustre sa conception de l’au-delà à travers son récit de la Vision de Drythelm. On y reconnait le purgatoire qui n'est pas encore désigné par ce mot mais qui finira néanmoins par être intégré quelques siècles plus tard dans les doctrines officielles de l’Eglise catholique et par prendre racine dans les croyances des fidèles.
Les buts poursuivis par les auteurs de récits visionnaires ne sont pas toujours de nature pastorale ou théologique. Dès l’époque des rois mérovingiens et encore plus durant la période carolingienne, des visions ont été utilisées à des fins politiques. C’est ainsi que de grands souverains comme Charlemagne, dans la Vision de Wettin, Charles Martel, dans la Vie d’Eucher, ou Charles le Chauve, dans la Vision de Bernold, se retrouvent en enfer ou du moins subissent temporairement des peines posthumes,.

### Intérêt historique
Pour les historiens du Moyen Âge, la littérature visionnaire est utile et son étude est toujours d’actualité comme en témoignent les nombreuses collections de récits édités récemment dans plusieurs langues. Les visions aident notamment à comprendre comment certains concepts comme celui du purgatoire se sont définis, ont évolué et se sont fixés dans le temps. Mais un des aspects les plus intéressants demeure l’éclairage qu’elles donnent sur les mentalités, les angoisses, les espérances et la conception générale du monde qu’avaient les gens ordinaires au Moyen Âge. Les visions illustrent par exemple des conceptions populaires qui ont divergé appréciablement et pendant longtemps de celles des théologiens. La popularité de l'Apocalypse de Paul ou de la Vision de Wettin durant le Moyen Âge tardif suggère par exemple que les gens appréciaient des récits dans lesquels l'au-delà n'était pas conforme à la conception adoptée par l'Église pour le purgatoire. Des historiens ont pu montrer par d'autres moyens que cette conception du purgatoire, devenue officielle au XIIe siècle, a été difficilement acceptée par la population et ne s'est ancrée dans la piété populaire qu'après plusieurs siècles. Autre exemple de conceptions divergentes: les défunts qui peuplent le paradis et l’enfer dans les visions conservent souvent leur enveloppe corporelle et sont soumis à des supplices corporels ou aux plaisirs des sens. Or, selon les théologiens et les doctrines officielles de l’Église, les âmes ne réintègrent leur corps qu’après le jugement dernier. D’ailleurs, les visions sont généralement dénuées de tout contenu eschatologique. Elles se limitent au premier jugement individuel, celui du défunt, celui qu’il subit immédiatement après la mort.

## Exemples de Visions
| Titre                                     | Auteur                 | Date             |
| ----------------------------------------- | ---------------------- | ---------------- |
| Apocalypse de Paul                        |                        | IVe - Ve siècle  |
| Vision de Fursy                           |                        | 650 - 651        |
| Visions de Maximus, Bonellus et Baldarius | Valère du Bierzo       | 675 - 680        |
| Vision de Barontus                        |                        | 678-679          |
| Vision d'après 757                        |                        | VIIIe siècle     |
| Vision de Wenlock                         | Boniface de Mayence    | 716              |
| Vision de Sénèque                         | Alcuin de York         | 780 - 782        |
| Vision de Fulrad                          |                        | 784 - 823        |
| Vision de la très pauvre femme de Laon    | Heito                  | 818 - 824        |
| Vision de Wettin                          | Heito                  | 824 - 826        |
| Visio Bernoldi                            | Hincmar de Reims       | 877              |
| Apocalypse de la Theotokos                |                        | IXe - XIe siècle |
| Vision de Charles le Gros                 | Hariulf d'Oudenbourg   | Xe siècle        |
| Vision d'Ansellus                         | Ansellus Scolasticus   | 1032 - 1047      |
| Liber Visionum                            | Otloh de Saint-Emmeram | 1060             |
| Vision d'Albéric                          | Albéric de Settefratri | 1127 - 1128      |
| Vision de Tondale                         | Frère Marcus           | 1149             |
| Vision de Gottschalk                      |                        | XIIe siècle      |
| Vision du moine d'Eynsham                 |                        | XIIe siècle      |
| Vision de Turchill                        | Raph Coggeshall        | 1206 - 1218      |
| Vision de William de Stranton             |                        | 1406 - 1409      |
| Vision d'Edmund Leversedge                | Edmund Leversedge      | 1465             |
| Vision de Lazarre                         |                        | VIe siècle       |